# Pre-Control-Regelkarte
Die Pre-Control-Regelkarte (auch Ampelkarte oder Prozessregelkarte) ist eine Art von Qualitätsregelkarte für variable Merkmale. Sie dient als Hilfsmittel der Statistischen Prozesslenkung (SPC).
Anders als die Shewhart-Regelkarte geht sie nicht von vorgegebenen Grenzwerten aus. Die Warn- und Eingriffsgrenzen werden anhand der vorhandenen Prozessdaten ermittelt und geben so nicht die tatsächlichen Toleranzwerte an. Damit dient diese Art der Regelkarte ausschließlich der Überwachung bekannter und fähiger Prozesse.
Die Prozessfähigkeit beschreibt die Langzeitfähigkeit eines Fertigungsprozesses unter normalen Schwankungen innerhalb der Anforderungen zu bleiben. Angegeben wird dies mithilfe des Prozessfähigkeitsindex cp. Ist dieser größer/gleich 1,33 gilt die Prozessfähigkeit als erwiesen. Die Pre-Control-Regelkarte sollte bei einem cp von größer zwei eingesetzt werden.

## Anwendung
Zunächst wird die Karte in drei farbig gekennzeichnete Bereiche eingeteilt (grün-gelb-rot, deshalb auch Ampelkarte genannt). Diese Abschnitte, die angeben, ob sich ein Wert in einem annehmbaren, kritischen oder abzulehnenden Bereich befindet, werden anhand von Daten früherer Prozesse festgelegt (nicht der Toleranzen). Neben der Prozessfähigkeit besteht eine weitere Bedingung; die ersten 5 Teile des Prozesses müssen im grünen Bereich liegen. Ist dies nicht der Fall, muss die Maschine justiert werden und die Messung von vorne beginnen.
Sobald die Startbedingungen erfüllt sind, werden jeweils 2er-Stichproben in einem günstig gewählten Zeitintervall überprüft. Sollten beide Teile der Stichprobe entweder im grünen Bereich liegen, oder nur eins davon im gelben Bereich, wird die Maschine unverändert weiterbetrieben. Sollten beide Teile im gelben Bereich liegen, oder mindestens ein Teil in Rot, muss der Prozess gestoppt werden. Die Maschine wird neu eingestellt bzw. umgestellt und erst dann weitergenutzt. Nach dieser Anpassung muss die Startbedingung der 5 aufeinanderfolgenden Teile im grünen Bereich, erneut überprüft und erfüllt sein, um den Prozess weiterlaufen zu lassen.

## Vorteile
Ein Vorteil dieser Art Regelkarte ist, dass keine statistischen Vorkenntnisse benötigt werden. Sie kann damit direkt an der Maschine durch den Bediener eingesetzt werden, bei dem nur ein kurzes Einlernen nötig ist. Vergleichsweise müssen bei der Benutzung anderer Qualitätsregelkarten zunächst Formeln für die Warn- und Eingriffsgrenzen berechnet werden. Weiterhin ist sie eine einfache und übersichtliche Art, den Prozess zu kontrollieren und zu dokumentieren, was zur weiteren Verbesserung des Prozesses eingesetzt werden kann.

## Kritik
Als Nachteil der Pre-Control-Regelkarten kann angesehen werden, dass sie auf vielen Spekulationen beruht. So basieren die Warn- und Eingriffsgrenzen lediglich auf gleich großen Abständen um den Durchschnitt. Weiterhin lassen sich rückwirkend schwer Aussagen über den Prozess machen, da Fehlerquellen entweder nicht erkannt oder nicht ausreichend dokumentiert werden. Möchte man die verschiedenen Fehlerarten zusammen mit ihrer Häufigkeit darstellen, eignet sich eine Fehlersammelkarte oder ein Paretodiagramm. Außerdem könnte argumentiert werden, dass die Mitarbeiter dazu angehalten werden, die Maschine permanent nachzustellen. Dabei könnten möglicherweise auftretende Fehler nicht erkannt und somit auch nicht behoben werden.